# Can Júria
Can Júria és una masia amb elements gòtics i renaixentistes de Maçanet de la Selva (Selva) inclosa a l'Inventari del Patrimoni Arquitectònic de Catalunya.

## Descripció
Edifici de dues plantes i golfes, d'estructura rectangular, vessants a laterals en dos nivells. De totes les cantonades i les obertures emmarcades en pedra destaquen les de la façana, del tot excepcionals per la forma i el treball escultòric.
La planta baixa destaca per la grandària de la porta de mig punt amb grans dovelles que és l'accés principal. La dovella clau conté un escut nobiliari emmarcat amb relleus de falsos cordills i dividit en tres parts, dues a dalt de més petites, dins cadascuna de les quals hi ha una estrella d'onze puntes, i una a la part baixa, la més gran, on hi ha un arbre. Les finestres de cada costat de la porta tenen els ampits treballats.
Pel que fa al primer pis, cal ressaltar el finestral d'estil renaixentista situat sobre la gran porta de mig punt. Es divideix en quatre parts entre ampit, muntants i dintells. La primera fa de basament motllurat. La segona la formen cinc blocs muntants per banda amb un baix relleu de base, fust i capitell d'un pilar simulat. La tercera està formada per dos grans blocs amb frisos motllurats on s'inclou una inscripció que fa referència a l'antiguitat de l'edifici. I la quarta consta d'un escut emmarcat de cintes i flors que funciona com un frontó. Les finestres laterals del primer pis són iguals a banda i banda i consten d'un ampit amb sostent triangulat de blocs, impostes esculpides als muntants amb una part inferior vegetal i una superior amb un cap humà central i decoració vegetal lateral i un coronament allindat d'un sol bloc d'arc conopial lobulat i motllurat.
Les golfes tenen una obertura rectangular amb part dels muntants de rajol i ampits motllurats. Aquestes només s'alcen del primer pis fins a una mica més de la meitat de la casa. La resta d'obertures i els diferents contraforts del mas són altres elements a destacar.
A més del mas original, que només té adossat un cobert a la part del darrere, existeixen diverses dependències ramaderes entre pallers, estables, magatzems i coberts. Un d'aquests coberts, l'annex més notable, és un edifici rectangular de dues aigües a laterals amb obertura d'arc de mig punt fet de rajol, tres contraforts exteriors i sostent interior d'arc diafragma carpanell també de rajol.

## Història
La inscripció existent al fris al triple dintell del finestral principal conté la data de 1556.
Sembla que fou reformada, sobretot els interiors, l'any 1912.
Durant la segona meitat del segle xx, a més de fer les dependències necessàries per la granja de vaques, es van consolidar i reforçar el sostres.